# Мирославка (Луцький район)
Миросла́вка — село в Україні, у Луцькому районі Волинської області. Входить до складу Рожищенської міської громади. Населення становить 92 особи.

## Географія
Село розташоване на лівому березі річки Лютиця.

## Історія
У 1906 році село Рожиської волості Луцького повіту Волинської губернії. Відстань від повітового міста 30 верст, від волості 15. Дворів 55, мешканців 436.
12 червня 2020 року, згідно з розпорядженням Кабінету Міністрів України  № 708-р, село увійшло до складу Рожищенської міської громади.
19 липня 2020 року, в результаті адміністративно-територіальної реформи та ліквідації Рожищенського району, село увійшло до складу новоутвореного Луцького району.

## Населення
Згідно з переписом УРСР 1989 року чисельність наявного населення села становила 96 осіб, з яких 44 чоловіки та 52 жінки.
За переписом населення України 2001 року в селі мешкали 92 особи. 100 % населення вказало своєю рідною мовою українську мову.